# Ullenburg
Die Ullenburg ist die Ruine einer Höhenburg auf dem 285,3 m ü. NN hohen Schlossberg südlich des Ortsteils Tiergarten der Stadt Oberkirch im Ortenaukreis in Baden-Württemberg.
Die Burg wurde 1070 erwähnt, im 15. Jahrhundert ausgebaut, 1689 zerstört und 1785 abgebrochen. Die Burg war im Besitz der Bischöfe von Straßburg und der Familie von Botzheim. Nach dem Dreißigjährigen Krieg lebte auf der Burg Hans Jakob Christoffel von Grimmelshausen, der Verfasser des Simplicissimus, als Burgverwalter.
Von der ehemaligen Burganlage sind noch Reste der Ringmauer erhalten.